# Amathomyia persiana
Amathomyia persiana là một loài ruồi trong họ Asilidae. Amathomyia persiana được Hermann miêu tả năm 1912.